# Polyneoptera
Многожилковые, или ортоптероидный комплекс (лат. Polyneoptera), — надкогорта новокрылых насекомых с неполным превращением. В 2011 году показана монофилия таксона. По-видимому, самая древняя группа новокрылых насекомых, рассматриваемая в ранге от надотряда (=Orthopteroidea, ортоптероидные, ортоптероиды), надкогорты до инфракласса.

## Описание
Характеризуется следующими признаками:
- Ротовой аппарат грызущий;
- Передние крылья, как правило, плотные, кожистые, превращены в надкрылья. Задние крылья перепончатые;
- Крылья в покое складываются плоско либо крышеобразно;
- Птероторакс с наружными стернитами;
- Имеется яйцеклад, внутренний либо частично наружный;
- Онтогенез эмбрионизированный, с сильно развитой первой постэмбриональной стадией (выходит из яйца с развитыми глазками и сложными глазами и полностью расчленёнными ногами). Дальнейшее развитие плавное, непрерывное. Эта особенность, однако, не является первичной для группы: ещё у пермских тараканосверчков нимфы некоторых семейств обладали трёх- или четырёхчлениковыми лапками при пятичлениковых у имаго, а наиболее примитивные Polyneoptera ещё сохраняли стадию субимаго[10].

Режим питания исходных форм Polyneoptera остаётся неясным, но предположительно это была сапрофагия, со случайным хищничеством. Происхождение группы неясно. Не исключено, однако, что предковую группу Polyneoptera могут представлять какие-то из уже описанных карбоновых насекомых, известных лишь по передним крыльям, такие, как Coselia, Omalia, Thoronysis и др.
Самые древние остатки несомненных Polyneoptera, а именно некоторые тараканы, известны из самых верхних слоев намюра. Причиной перехода первых Polyneoptera к скрытому образу жизни могло быть появление активных хищников, таких как стрекозы и, возможно, насекомоядные позвоночные. Подтверждением этому может служить появление у ряда открытоживущих насекомых вооружения из мощных шипов на теле, предположительно, для защиты от позвоночных.

## Систематика
Порядка 20 тысяч видов и 9 современных отрядов (подотрядов); кроме того, обнаружено 4 вымерших отряда, число видов в которых точно не подсчитано.
Кладистический анализ морфологических данных (Yoshizawa, 2011) показал монофилию группы Polyneoptera, а в составе её выделены три монофилетические подгруппы Mystroptera (= Embiodea + Zoraptera), Orthopterida (= Orthoptera + Phasmatodea) и Dictyoptera (= Blattodea + Isoptera + Mantodea). Точное положение в этой системы отрядов веснянок и кожистокрылых остаётся неясным.

### История изучения
Polyneoptera в первой своей классификации, которую в 1928 году предложил советский энтомолог А. В. Мартынов, выглядела так:
- Отдел II. Neoptera
  - Подотдел Polyneoptera
    - 1. Blattopteroidea: Blattodea, Mantodea, Isoptera
    - 2. Orthopteroidea: Orthoptera, Phasmodea, Plecoptera, Embioidea
    - 3. Dermapteroidea: Dermatoptera, Hemimeroidea
    - 4. Thysanoptera: Thysanoptera (позднее, в 1938 году Мартынов перевёл трипсов в подотдел Paraneoptera).

В системе чл.-корр АН СССР Г. Я. Бей-Биенко эти группы объединены в надотряд ортоптероидные — Orthopteroidea (=11 отрядов):

1. Отряд Зораптеры — Zoraptera

В 2002 году был предложен таксон Archaeorthoptera в ранге надотряда, включающего группу Panorthoptera (Orthoptera + Caloneurodea + (Titanoptera + Geraridae)) и часть неклассифицированных таксонов ‘‘Protorthoptera’’. Таксон  Archaeorthoptera рассматриваются в качестве синонима надотряда Orthopterida (=Gryllidea, =Orthopterodea, =Orthopterodida, =Orthopteroidea, =Panorthoptera).
В системе, предложенной в 2006 году испанским энтомологом Антонио Арилло и американским палеоэнтомологом Майклом Энджелом (Arillo & Engel, 2006) классификация надкогорты Polyneoptera выглядит следующим образом:
- Надкогорта Polyneoptera Martynov
  - † ‘‘Protorthoptera’’ Handlirsch, partim
  - Когорта Dictyoptera Leach (таракановые, термиты, богомоловые)
  - Когорта Anartioptera Engel
    - Магнотряд Polyplecoptera Arillo & Engel, 2006
      - Надотряд Plecopterida Boudreaux
        - † ‘‘Permoplecoptera’’ Martynov
        - Отряд Plecoptera Burmeister
        - Миротряд Mystroptera Engel
          - Отряд Zoraptera Silvestri
          - Отряд Embiodea Kusnezov

    - Магнотряд Polyorthoptera Engel & Grimaldi
      - Надотряд Dermapterida Boudreaux
        - † ‘‘Protelytroptera’’ Tillyard, partim
        - Отряд Dermaptera De Geer

      - Надотряд Orthopterida Boudreaux
        - Грандотряд Notopterodea Arillo & Engel, 2006
          - Отряд Notoptera Cramptona (Mantophasmatodea + Grylloblattodea)

        - Грандотряд Panorthoptera Crampton
          - +различные ископаемые корневые группы
          - † Отряд Glosselytrodea Martynov
          - † Отряд Caloneurodea Handlirsch
          - † Отряд Titanoptera Sharov
          - Отряд Orthoptera Olivier
          - Миротряд Holophasmatodea Grimaldi & Engel
            - † ‘‘Aeroplanoptera’’ Tillyard
            - Отряд Phasmatodea Brunner van Wattenwyl